# Championnat du monde des rallyes-raids 2012
Navigation
2011 2013
Le championnat du monde des rallyes-raids 2012 est la 10e édition du championnat du monde des rallyes-raids organisée par la Fédération internationale de motocyclisme. Il comporte 4 manches au calendrier.

## Calendrier et règlement

### Manches du championnat[1]
- Le Abu Dhabi Desert Challenge aux Émirats arabes unis.
- Le Sealine Cross Country Rally au Qatar.
- Le Sardegna Rally Race (en) en Italie.
- Le Rallye des Pharaons en Égypte.

## Résultats
| Manche | Rallye                                                          | Podium | Podium             | Podium                  | Podium                  |
| Manche | Rallye                                                          | Pos.   | Pilote             | Pilote F                | Pilote Quad             |
| ------ | --------------------------------------------------------------- | ------ | ------------------ | ----------------------- | ----------------------- |
| 1re    | Abu Dhabi Desert Challenge 30 mars-6 avril résultats détaillés  | 1er    | Marc Coma          | Camélia Liparoti        | Obaid Alkitbe           |
| 1re    | Abu Dhabi Desert Challenge 30 mars-6 avril résultats détaillés  | 2e     | Joan Barreda Bort  | Andrea Mayer            | Łukasz Łaskawiec        |
| 1re    | Abu Dhabi Desert Challenge 30 mars-6 avril résultats détaillés  | 3e     | Paulo Gonçalves    | Tonya Colson            | Camélia Liparoti        |
|        |                                                                 |        |                    |                         |                         |
| 2e     | Sealine Cross-Country Rally 15-21 avril résultats détaillés     | 1er    | Marc Coma          | Camélia Liparoti        | Rafał Sonik             |
| 2e     | Sealine Cross-Country Rally 15-21 avril résultats détaillés     | 2e     | Hélder Rodrigues   |                         | Luis Henderson          |
| 2e     | Sealine Cross-Country Rally 15-21 avril résultats détaillés     | 3e     | Jakub Przygoński   |                         | Adel Hussain Abdullah   |
|        |                                                                 |        |                    |                         |                         |
| 3e     | Sardegna Rally Race (en) 23-28 juin résultats détaillés         | 1er    | Jordi Viladoms     | Andrea Mayer            | Łukasz Łaskawiec        |
| 3e     | Sardegna Rally Race (en) 23-28 juin résultats détaillés         | 2e     | Alessandro Botturi | Serena Ghione           | Rafał Sonik             |
| 3e     | Sardegna Rally Race (en) 23-28 juin résultats détaillés         | 3e     | Marc Coma          | Paola Riverditi         | Laurent Duverney-Pret   |
|        |                                                                 |        |                    |                         |                         |
| 4e     | Rallye des Pharaons 30 septembre-6 novembre résultats détaillés | 1er    | Joan Barreda Bort  | Camélia Liparoti        | Łukasz Łaskawiec        |
| 4e     | Rallye des Pharaons 30 septembre-6 novembre résultats détaillés | 2e     | Jakub Przygoński   |                         | Rafał Sonik             |
| 4e     | Rallye des Pharaons 30 septembre-6 novembre résultats détaillés | 3e     | Jordi Viladoms     |                         | Camélia Liparoti        |
|        |                                                                 |        |                    |                         |                         |
|        | Classement mondial                                              | 1er    | Marc Coma KTM      | Camélia Liparoti Yamaha | Łukasz Łaskawiec Yamaha |
|        |                                                                 |        |                    |                         |                         |